# Sporade (napój)
Sporade − peruwiańska marka napojów izotonicznych, należących do firmy Ajegroup, sprzedawana od roku 2004. Marka ta osiągnęła w Peru duży sukces, pokonując m.in. koncern Gatorade, dzięki niskim cenom napoju. Sprzedawany w szklanych butelkach o pojemności 475 ml, w czterech wariantach smakowych: mandarynki, cytryny, tropikalny oraz o smaku męczennicy jadalnej.